# Groupement régional de la CSU
Le groupement régional de l'Union chrétienne-sociale en Bavière (en allemand : CSU-Landesgruppe) est la réunion des députés fédéraux de l'Union chrétienne-sociale en Bavière (CSU) au Bundestag au sein du groupe CDU/CSU.

## Existence
Si chaque groupe parlementaire permet à ses députés de se rassembler en groupes régionaux, celui de la CSU est le seul à se composer de membres d'un parti différent des autres parlementaires du même groupe.
La possibilité pour les députés de l'Union chrétienne-sociale de siéger avec un autre parti est admise à l'article 10 du règlement du Bundestag allemand au moyen de ce que l'on baptise familièrement la « Lex Union », c'est-à-dire la possibilité pour deux partis de siéger en commun s'ils « ne se trouvent dans aucun Land en concurrence pour des raisons d’orientation politique ». Il s'agit du seul exemple en Allemagne d'un parti siégeant dans un groupe mixte.

## Histoire
Le groupement existe depuis la célébration des élections fédérales du 14 août 1949.
Le 19 novembre 1976, alors que la crise entre la CDU et la CSU bat son plein, la majorité des membres du groupement vote la formation d'un groupe CSU (CSU-Bundestagsfraktion). Ils reviennent sur leur décision le 12 décembre, à trois jours de l'ouverture de la législature, après que la CDU a menacé de s'implanter en Bavière, ce qui aurait compromis l'hégémonie politique de la CSU.
À plusieurs reprises, il a compté plus de membres que le groupe du Parti libéral-démocrate (FDP), qui constitue généralement la troisième force parlementaire du Bundestag. Toutefois, son statut de groupement régional l'a empêché d'accéder à ce titre, puisqu'il est considéré comme partie intégrante du groupe CDU/CSU.
Jusqu'à présent, tous les présidents du groupement ont exercé au moins une fonction ministérielle.

## Spécificité d'organisation
Le président du groupement de la CSU a la particularité d'être, de droit, le premier vice-président du groupe CDU/CSU au Bundestag. Il en va de même pour le secrétaire du groupement (Parlamentarischer Geschäftsführer), qui est le premier adjoint au secrétaire général du groupe commun, une position inexistante dans les autres groupes.
Par ailleurs, depuis 1976, le groupement régional est libre de prendre position de manière indépendante, et les décisions les plus importantes ne peuvent être prises qu’avec son accord.

## Historique du groupe
| Législature                   | Président(e)                                  | Députés |
| ----------------------------- | --------------------------------------------- | ------- |
| 1re législature (1949-1953)   | Fritz Schäffer Franz Josef Strauß (1949)      | 24      |
| 2e législature (1953-1957)    | Richard Stücklen                              | 52      |
| 3e législature (1957-1961)    | Hermann Höcherl                               | 55      |
| 4e législature (1961-1965)    | Werner Dollinger Franz Josef Strauß (1963)    | 50      |
| 5e législature (1965-1969)    | Franz Josef Strauß Richard Stücklen (1967)    | 49      |
| 6e législature (1969-1972)    | Richard Stücklen                              | 49      |
| 7e législature (1972-1976)    | Richard Stücklen                              | 48      |
| 8e législature (1976-1980)    | Friedrich Zimmermann                          | 53      |
| 9e législature (1980-1983)    | Friedrich Zimmermann Theodor Waigel (1982)    | 52      |
| 10e législature (1983-1987)   | Theodor Waigel                                | 53      |
| 11e législature (1987-1991)   | Theodor Waigel Wolfgang Bötsch (1989)         | 49      |
| 12e législature (1991-1994)   | Wolfgang Bötsch Michael Glos (1993)           | 51      |
| 13e législature (1994-1998)   | Michael Glos                                  | 50      |
| 14e législature (1998-2002)   | Michael Glos                                  | 47      |
| 15e législature (2002-2005)   | Michael Glos                                  | 58      |
| 16e législature (2005-2009)   | Peter Ramsauer                                | 46      |
| 17e législature (2009-2013)   | Hans-Peter Friedrich Gerda Hasselfeldt (2011) | 45      |
| 18e législature (2013-2017)   | Gerda Hasselfeldt                             | 56      |
| 19e législature (depuis 2017) | Alexander Dobrindt                            | 46      |

## Internet
- Site officiel du groupement régional de la CSU